# هيثم أبو صالح
هيثم أبو صالح (من مواليد 8 يناير/كانون الثاني 1980) هوَ مذيع وصحفي أول يعمل في قناة الجزيرة الفضائية في قطر.

## الحياة المبُكّرة والتعليم
وُلد هيثم في الثامن من يناير/كانون الثاني 1980 في العاصِمة اللبنانيّة بيروت وترعرعَ هناك. حصلَ هيثم أبو صالح على شهادة الإجازة في الأدب الإنجليزي من كلية الآداب والعلوم الإنسانية  بالجامعة اللبنانية قبلَ أن يبدأ مسارهُ المهني فيما بعد.

## المسيرة المهنيّة
بدأَ هيثم مسيرتهُ المهنيّة عام 2001 كمذيع أخبار في الشبكة الوطنية للإرسال NBN بلبنان ثمّ التحقَ فيما بعد بقناة الجديد في لبنان أيضًا (2001-2003)  حيث عملَ كصحفيّ ومُراسل ميداني ومذيع أخبار فضلًا عن تقديمهِ لبرنامج «الحدث» اليومي السياسي بالتناوب مع مذيعي الأخبار في القناة. وفي ذات الوقت عمل كمراسل لتلفزيون السودان في لبنان.
انضم هيثم أبو صالح لقناة الجزيرة في 15 يوليو تموز 2003 حيث بدأ العمل كصحفي ومراسل ميداني في دولة قطر مكلف بتغطية الشؤون السياسية في المقرات الرسمية للدولة إلى جانب تقديمه برنامج "مرآة الصحافة" . كما شارك بتقديم مواجيز إخبارية اعتبارا من عام 2006. وطلبت منه إدارة القناة تقديم عدة حلقات من برنامج "المرصد" عام 2019 ، وفقرة " الجزيرة نت" اعتبارا من عام 2012. وشارك في تقديم برنامج "لقاء اليوم" المخصص لمقابلة شخصيات سياسة. ويُعتبر هيثم أبو صالح من أوائل مقدمي تقارير الفيديو وول التي بدأت قناة الجزيرة تقديمها ضمن خدماتها الإخبارية. 
ميدانياً ، غطّى هيثم أبو صالح الكثير من الأحداث والفعاليات والمؤتمرات داخل دولة قطر وخارجها .أرسلته قناة الجزيرة إلى اليمن عام 2006 لتغطية الانتخابات الرئاسية ، وانتخابات مجلس الأمة في الكويت عام 2009 ، وزيارة اللجنة العربية للتنمية والاستثمار إلى  جزر القمر عام 2012 ، وإطلاق دولة قطر قمرها الصناعي الأول سهيل سات -1 من غويانا الفرنسية عام 2013 ، وغطى هيثم أبو صالح في إمارة دبي ( الإمارات العربية المتحدة ) في نوفمبر تشرين الثاني عام 2007 حادثة انهيار جسر قيد الإنشاء في شارع الصفوح قرب المارينا مول بالجميرا. 
من بين أبرز التغطيات التي قام بها هيثم أبو صالح ، تولي أمير دولة قطر الشيخ تميم بن حمد آل ثاني مقاليد الحكم عام 2013. ،  وحصار قطر عام 2017 . ويُعتبر هيثم أبو صالح أول صحفي يصل إلى الحدود القطرية السعودية في 5 يناير كانون الثاني عام 2021 ليظهر في رسالة مباشرة للتعليق على خبر إعلان رفع الحصار عن دولة قطر. وأنجز بالذكرى الثانية للحصار تقريرا حقق إشادة كبيرة على موقع إكس ( تويتر) وعنونت صحيفة الشرق القطرية في تغطيتها له أن " 5 دقائق تلخص إنجازات قطر في سنتين" . وفي سابقة لم تحصل مع تقرير إخباري مخصص للبث في النشرات الإخبارية ، تم عرض هذا التقرير في برنامج " المرصد" الذي يقدم قراءة مبتكرة في القضايا المتصلة بعالم الإعلام. وتمت ترجمة بعض تقارير هيثم أبو صالح لتُبث عبر قناة الجزيرة الإنجليزية والجزيرة بلقان ( زيارة مارتن غريفيث وكيل الأمين العام للأمم المتحدة للشؤون الإنسانية وجياني إنفانتينو رئيس الاتحاد الدولي لكرة القدم فيفا إلى أحد المجمعات الذي تستقبل فيه دولة قطر عددا من اللاجئين الأفغان في سبتمبر أيلول 2021 ، وزيارة الرئيس التركي رجب طيب أردوغان إلى قطر ومحادثاته مع أمير دولة قطر الشيخ تميم بن حمد آل ثاني) 
خلال عمله كمراسل استطاع هيثم أبو صالح إجراء مقابلات مع قادة دول ورؤساء حكومات ووزراء خارجية عرب وأجانب وظفر منهم بإجابات تصدرت عناوين النشرات الإخبارية . ومن بين هذه المقابلات ، آخر مقابلة للرئيس المصري الأسبق حسني مبارك مع وسيلة إعلامية قبل ثورة 25 يناير 2011 كما أجرى مقابلة باللغة الإنجليزية في أبريل نيسان 2011 مع عضو مجلس الشيوخ الأميركي جون ماكين المرشح السابق للانتخابات الرئاسية في 2008 